# اتوبوس دوطبقه

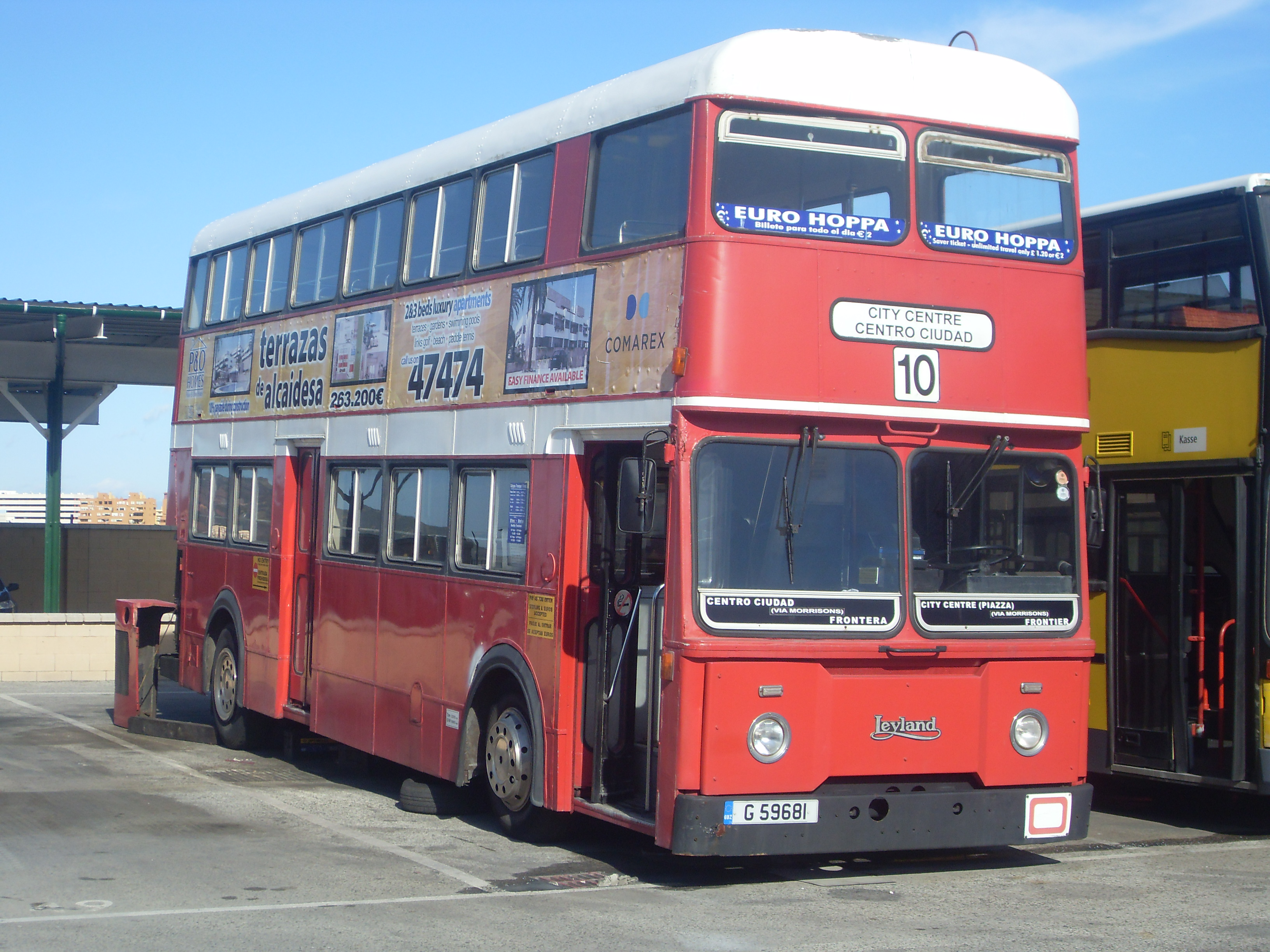
اتوبوس‌های دوطبقه شهری Leyland Atlantean که در ایران نیز به کار گرفته شده بودند.

اتوبوس دوطبقه (به انگلیسی: Double-decker bus) به اتوبوسی گفته می‌شود که دارای دو طبقه برای جای‌دادن مسافران باشد. این نوع اتوبوس نخستین بار در سال ۱۹۵۴ در لندن استفاده شد.

## در ایران
در سال ۱۳۳۸ نخستین اتوبوس دوطبقه در ایران مونتاژ گردید و به ناوگان عمومی پیوست.
در سال ۱۳۹۱ نخستین اتوبوس دوطبقه گردشگری در ایران در مشهد آغاز به کار کرد.